# 제임스 T. 커크

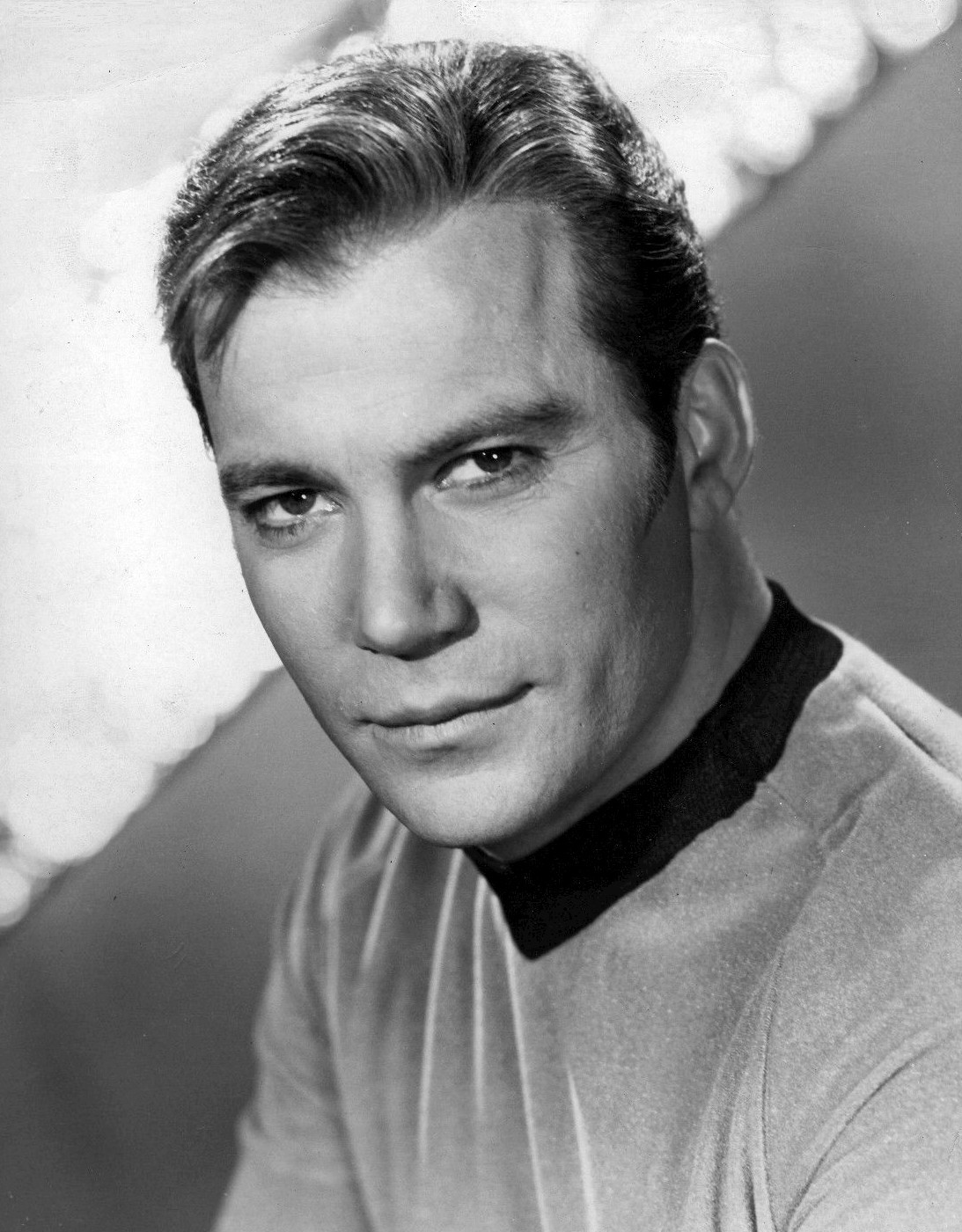
제임스 T. 커크 (윌리엄 샤트너)

제임스 타이베리어스 "짐" 커크(James Tiberius "Jim" Kirk)는 《스타 트렉 시리즈》의 등장인물로, 엔터프라이즈 우주선의 함장이다.